# Tumulus du Péré
Les tumulus du Péré, ou tumulus de Pairé, sont une petite nécropole, datée du Néolithique, située à Prissé-la-Charrière, dans le département des Deux-Sèvres, en France. La nécropole est constituée de trois tumulus. 

## La nécropole
Le site est mentionné, improprement sous le nom de tumulus de Tesson, dès 1841 par Lary. La nécropole se compose de trois tumulus dénommés tumulus A, B et C. Elle est connue sous le nom de « tumulus de Péré » ou « de Pairé » dont l'étymologie apparentée au mot « pierre », comme perré, consolidation d'un talus sujet à des glissements ou elle pourrait indiquer que l'endroit était connu de longue date comme carrière de pierres. Les tumulus A et C comportent d'ailleurs des creux qui témoignent des prélèvements de pierres qu'ils ont subi soit pour l'empierrement des chemins du voisinage, soit pour alimenter un four à chaux qui fut aménagé sur le flanc sud du tumulus C. Elle a été édifiée sur un léger relief permettant d'augmenter la visibilité des constructions. 
Le tumulus A, situé le plus au sud de la nécropole, est un tumulus allongé, de forme elliptique. Il mesure environ 60 m de longueur. C'est le plus haut des trois tumulus. Il ne semble pas avoir été endommagé par l'exploitation en carrière.
Le tumulus B est le plus petit des trois. Sa forme circulaire et sa petite taille le distingue nettement des deux autres. En 1987, le docteur Claude Cathlin pratique plusieurs sondages dans la masse du cairn mais ne trouve aucune trace de chambre ou de dépôt funéraire. On ne peut exclure qu'il résulte d'un amoncellement de débris issus d'une fouille ancienne du tumulus C. « Il demeure énigmatique ».

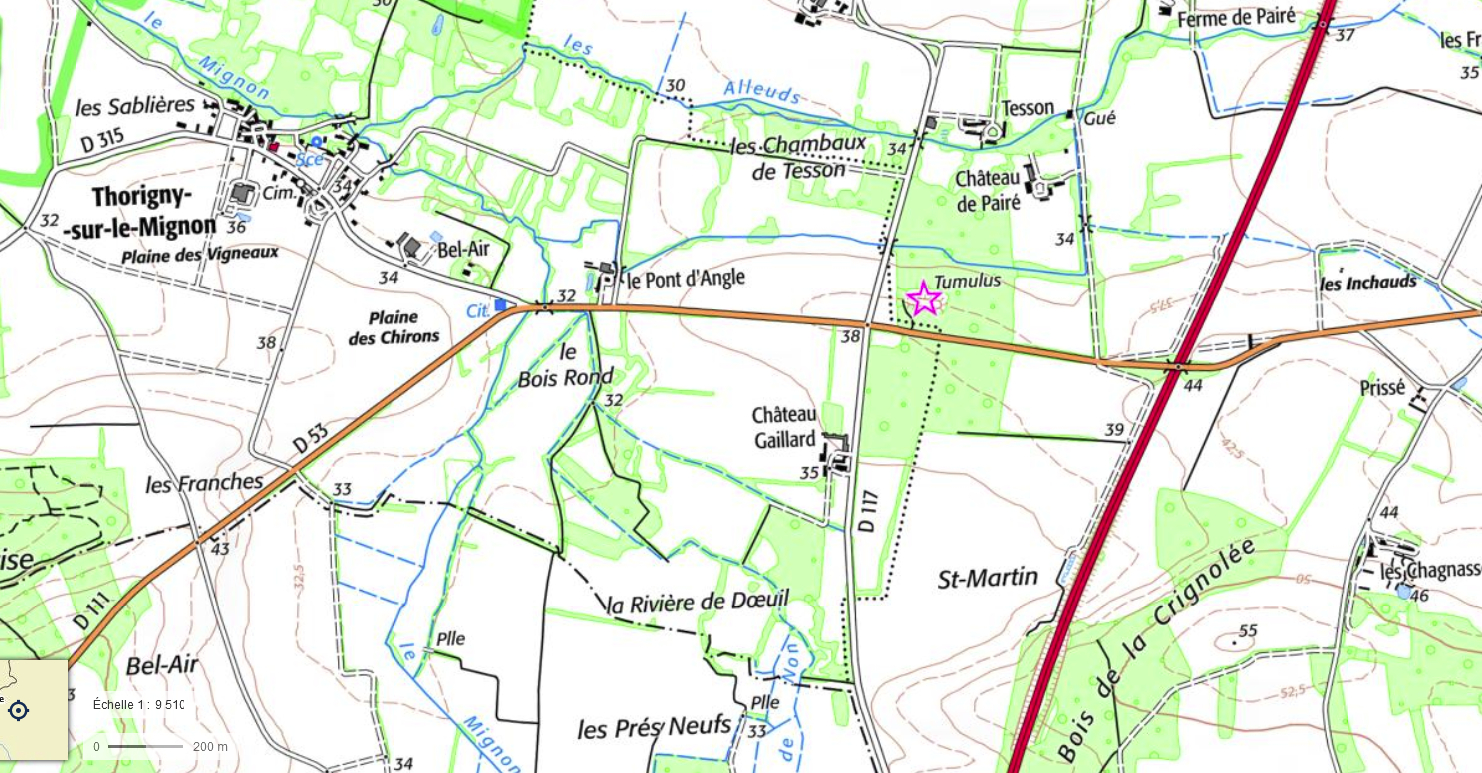
Carte du site de la Nécropole de Prissé-la-Charriere, Tumulus de Péré, sur geoportail.gouv.fr.

Le tumulus C est un tumulus allongé. Avant fouille, les dimensions du tumulus étaient de 115 m de longueur sur 30 m de largeur pour une hauteur maximale de 4 m. Bien qu'en partie endommagé par l'exploitation en carrière, il est plutôt bien conservé, le site étant demeuré boisé et exempt de cultures. Il a été fouillé de 1995 à 2000. Il a été classé au titre des monuments historiques en 1993.

## Tumulus C
Le tumulus est le résultat d'une évolution complexe en trois phases (dénommées Ia, Ib et II). Il correspond à un trapèze irrégulier, le côté nord étant légèrement plus court, très allongé, relativement étroit, d'environ 19 m de large côté est et 10 m côté ouest. 

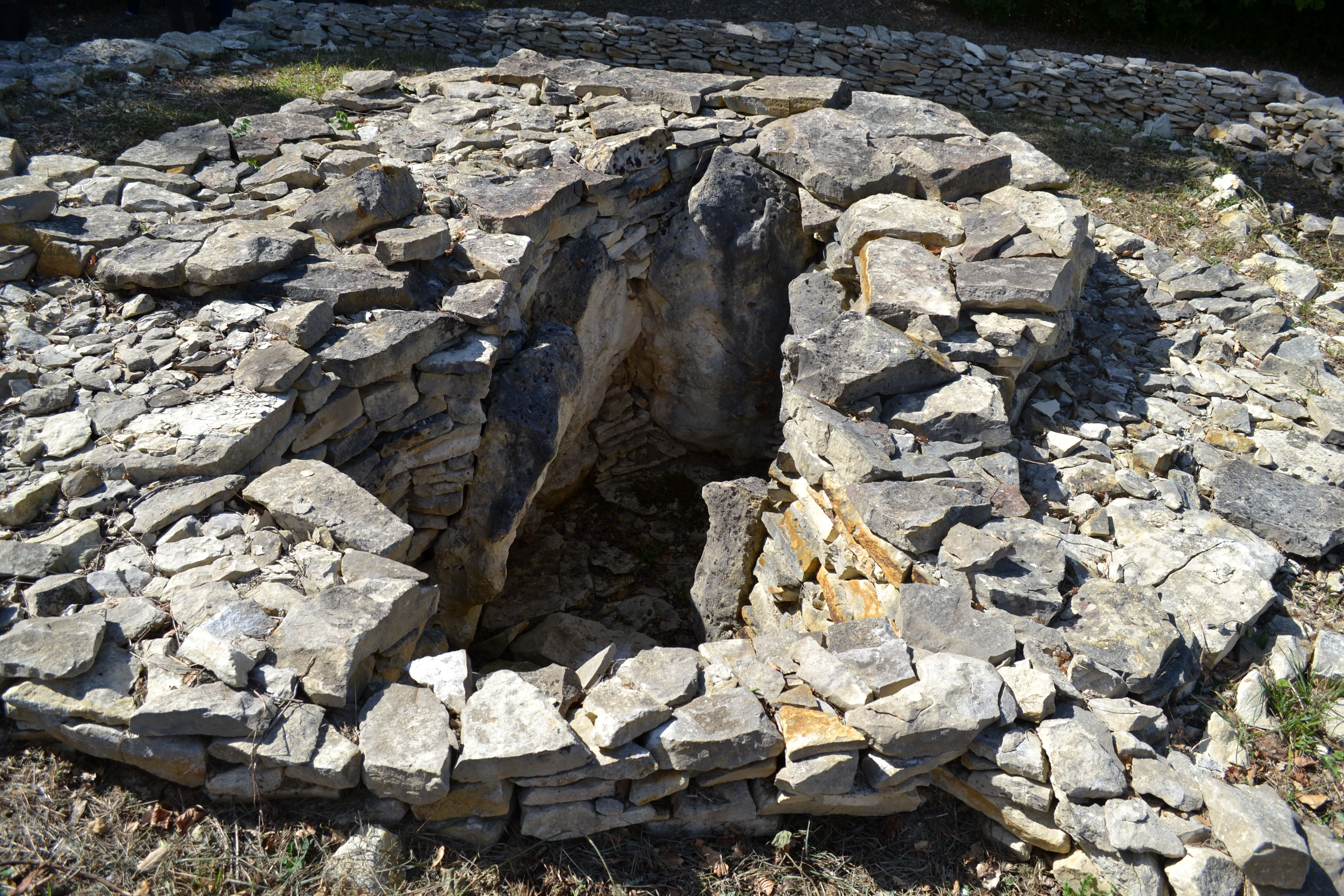
Le coffre mégalithique.

### Phase Ia
Le premier monument est une petite structure funéraire de type coffre, d'une hauteur de 1,60 m, délimité par cinq orthostates, en forme de polygone allongé d'environ 1 m de long sur 0,50 m de large, correspond à l'extrémité ouest de l'actuel tumulus. Le coffre comporte une entrée qui se fermait par de fines dalles verticales amovibles. Le mode de couverture du coffre demeure inconnu. L'ensemble fut inclus dans une masse de pierres sèches, telle une chemise circulaire d'environ 4 m de diamètre, dessinant un prisme rectiligne côté ouest et légèrement concave côté est, parementée, de 7,20 m sur 8,80 m. L'édification de cette chemise circulaire condamne définitivement l'accès au coffre mais l'hétérogénéité de la construction peut laisser supposer qu'elle fut réalisée en plusieurs temps et que des accès temporaires au coffre avaient été conservés.

### Phase Ib
Elle correspond à l'apport d'une importante masse de terre jaune, non structurée, rajoutée à l'est du monument funéraire d'origine et ceinturée par un parement en pierres sèches. A l'issue de cette phase Ib, le tumulus mesure environ 23 m de longueur sur 8,80 m de largeur. 

### Phase II
Durant cette phase, un long tumulus trapézoïdal d'au moins 100 m de longueur est construit au-dessus des constructions antérieures. A son extrémité oriental, ce nouveau tumulus mesure 19 m de largeur pour 3,50 m de hauteur. Il est ceinturé d'un premier parement externe sur tout son périmètre, doublé par un second parement distant d'environ 2 m formant une petite banquette d'une hauteur maximale de 0,70 m. La masse interne du tumulus, constituée d'un mélange de pierres et de terre est structurée par un maillage alvéolaire de petites murettes.

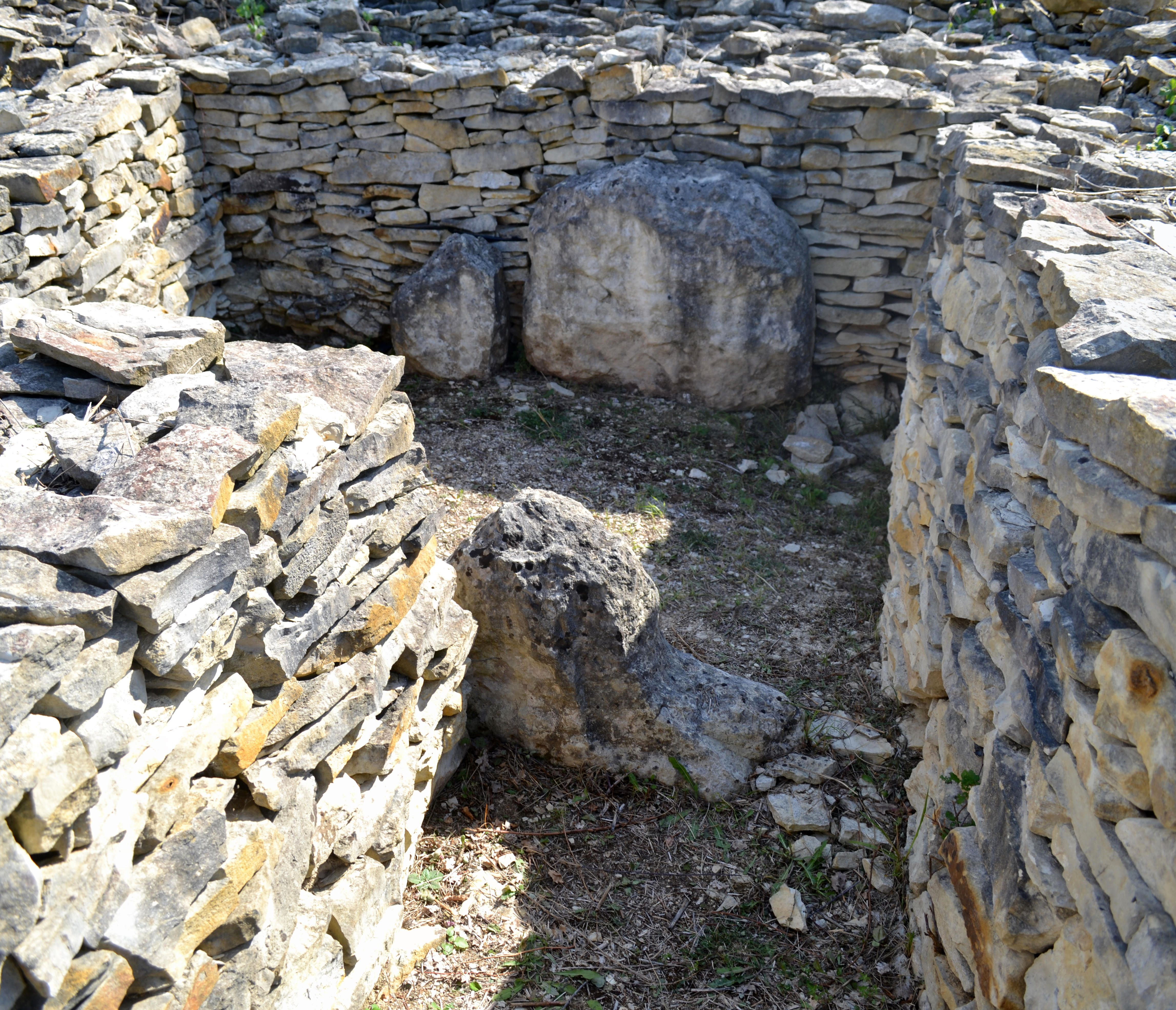
La chambre mégalithique.

À peu près au tiers de sa longueur en partant de l'ouest, le tumulus renferme une chambre mégalithique quadrangulaire accessible par un couloir ouvrant au nord, l'ensemble dessinant un plan en forme de « q ». Elle fut en partie détruite par l'exploitation en carrière. Le couloir, long de 5 m et large de 0,80 m était initialement couvert de grosses dalles dont une seule a été retrouvée près de l'entrée. À l'origine la chambre était délimitée par des orthostates en calcaire, d'origine extérieure au site, dressés dans des fosses d'implantation. Il n'en demeure qu'un seul exemplaire en place, côté sud. Cette petite chambre mégalithique n'excédait pas 5 m2 de superficie. 

### Matériel archéologique
Les terrains calcaires ont permis une excellente conservation des ossements humains découverts dans la chambre à couloir et dans celle de l'extrémité ouest du tumulus. 
Le coffre occidental renfermait quelques fragments osseux de petite taille (dents, phalanges, fragments d'os longs) attribués à au moins trois individus, une petite armature trapézoïdale et une hachette en fibrolithe. Les ossements humains ont été datés de 5500 et 5540 +/- 45 (dates BP), soit en date calibrée entre 4460 et 4160 ans. A proximité du coffre, une pendeloque en fibrolithe, un fragment de bracelet en roche verte, une hachette en silex et quelques tessons d'une céramique carénée ont été découvert en surface. 
La chambre renfermait des débris d'ossements humains correspondant à au moins cinq individus, dont deux enfants, datés au radiocarbone entre 5470 et 5295 +/- 45 (dates BP), soit en date calibrée entre 4450 et 3980 ans. Le mobilier funéraire d'accompagnement comprend des tessons d'un unique vase-support et une petite hachette en fibrolithe. L'ensemble atteste d'une sépulture collective datée du Néolithique moyen sans réutilisation ultérieure. 

### Édifices comparables
Cette construction en plusieurs parties est comparable à celle d'autres tumulus, régionaux (tumuli de Champ Châlon), de l'ouest de la France (Barnenez, tumulus carnacéens du Morbihan, tumulus de Colombiers-sur-Seulles) mais également du nord et de l'ouest de l'Europe (Grande-Bretagne, Danemark, Pologne). Ces tumulus allongés se distinguent cependant par une très grande variété dans leur structure interne (tumulus à une seule chambre centrale, tumulus à plusieurs chambres parallèles), il n'existe pas de modèle type, le concept du long tumulus s'inspirant peut-être des longues maisons néolithiques datées du Rubané.